# RNF12
La ligasa RLIM de proteïna-ubiqüitina E3 (en anglès: E3 ubiquitin-protein ligase RLIM) és un enzim que en humans està codificat pel gen RLIM.
La proteïna codificada per aquest gen és un dit de zinc RING-H2. S'ha observat que es tracta d'una ligasa d'ubiqüitina que té com a diana el domini d'unió LIM 1 (LDB1/CLIM), i causa la degradació proteasòmica de LDB1. Tant RLIM com LDB1 són co-repressors de LHX1/LIM-1, un factor de transcripció homeodomini. S'han descrit variants transcripcionals per empalmament alternatiu que codifiquen la mateixa proteïna.
L'enzim Rnf12 té un paper destacat en la inactivació del cromosoma X, i està regulat negativament per factors de pluripotència en cèl·lules mare embrionàries.

## Interaccions
S'ha demostrat la interacció de RNF12 amb receptor d'estrogen alfa.